# Micrathyria spuria
Micrathyria spuria är en trollsländeart som först beskrevs av Selys 1900.  Micrathyria spuria ingår i släktet Micrathyria och familjen segeltrollsländor. IUCN kategoriserar arten globalt som livskraftig. Inga underarter finns listade i Catalogue of Life.